# Caille
Pour les articles homonymes, voir Caille (homonymie).
Taxons concernés
Les espèces des genres :
- Anurophasis
- Coturnix
- Ortygospiza

Quelques espèces parmi le genre
- Dendrortyxmodifier

Les cailles sont de petits oiseaux migrateurs (15 cm de longueur environ) de la sous-famille des Perdicinae. Elles ressemblent beaucoup aux tymbrales ou aux perdrix, bien que plus petites. Ce terme serait d'origine germanique. Ces oiseaux sont un gibier recherché.
Elles se nourrissent de graines au sol, d'insectes et parfois de petites proies.
Le Roi caille est un synonyme populaire du râle des genêts. Il existe également de nombreuses espèces du genre Ortygospiza.

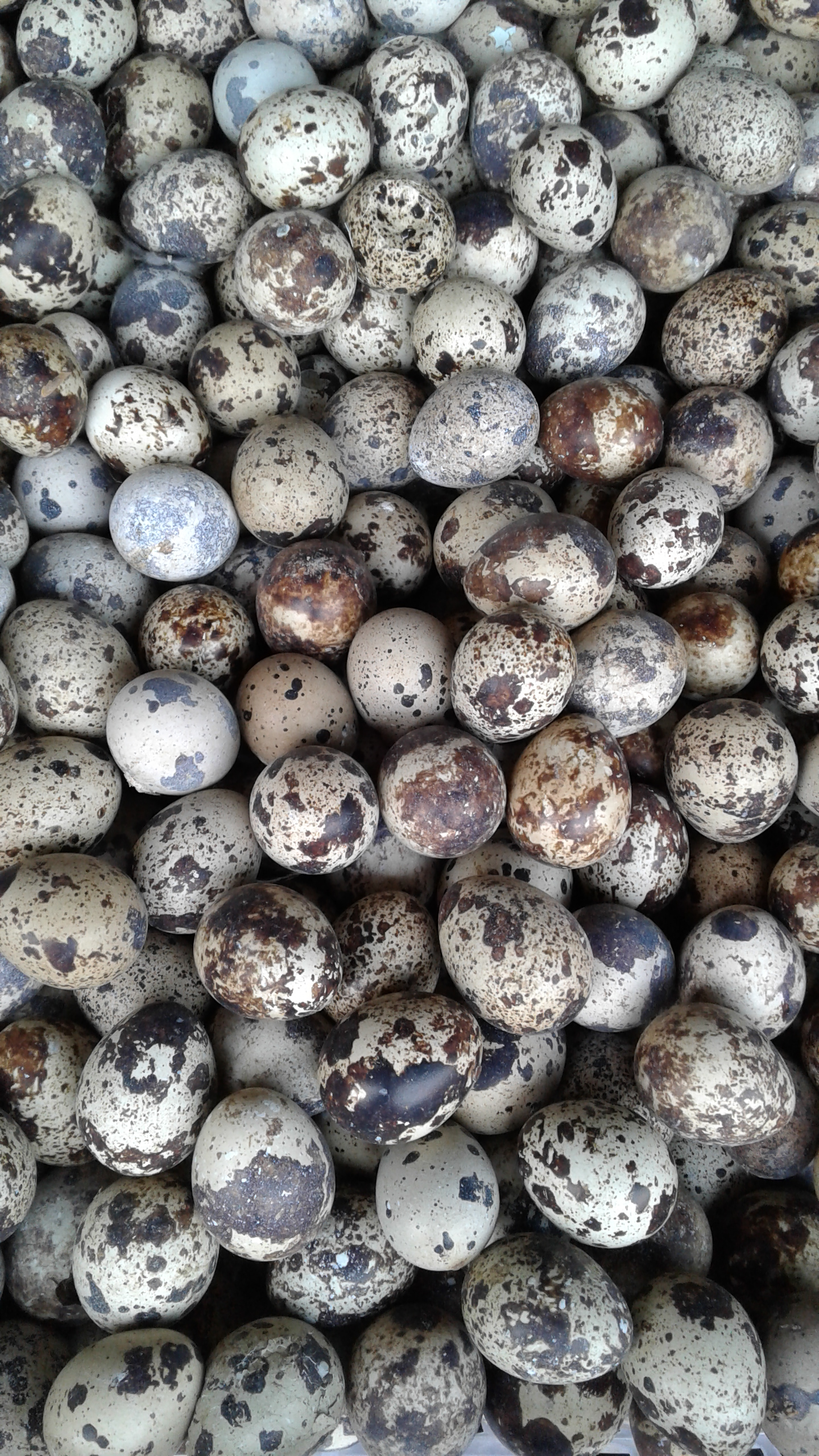
Œufs de caille.

L'élevage des cailles s'appelle la coturniculture, terme dérivé du nom de l'un des genres Coturnix.
La caille margote (ou carcaille/courcaille ou pituite) en accompagnant chacune de ses émissions sonores d'un hochement de tête.

## Liste

### Les cailles
Voici la liste des espèces dont le nom normalisé français comporte le terme caille :
- Anurophasis monorthonyx — Caille de montagne
- Colinus virginianus — Colin de Virginie
- Coturnix adansonii — Caille bleue
- Coturnix chinensis — Caille peinte
- Coturnix coromandelica — Caille nattée
- Coturnix coturnix — Caille des blés ou Caille d'Europe
- Coturnix delegorguei — Caille arlequin
- Coturnix japonica — Caille du Japon, l'espèce domestique
- Coturnix novaezelandiae — Caille de Nouvelle-Zélande
- Coturnix pectoralis — Caille des chaumes
- Coturnix ypsilophora — Caille tasmane
- Dendrortyx macroura — Caille à longue queue[2] ou Colin à longue queue
- Dendrortyx leucophrys — Caille à sourcils blancs[2] ou Colin à sourcils blancs

### Les astrild-cailles
- Ortygospiza gabonensis fuscata - Astrild-caille à gorge noire
- Ortygospiza locustella locustella - Astrild-caille à gorge rouge
- Ortygospiza atricollis - Astrild-caille à face noire
- Ortygospiza atricollis atricollis - Astrild-caille à face noire
- Ortygospiza gabonensis - Astrild-caille à gorge noire
- Ortygospiza gabonensis gabonensis - Astrild-caille à gorge noire
- Ortygospiza locustella - Astrild-caille à gorge rouge
- Ortygospiza locustella locustella - Astrild-caille à gorge rouge
- Ortygospiza atricollis - Astrild-caille à lunettes
- Ortygospiza atricollis atricollis - Astrild-caille à lunettes
- Ortygospiza fuscocrissa - Astrild-caille à lunettes
- Ortygospiza atricollis - Astrild-caille à masque noir
- Ortygospiza fuscocrissa - Astrild-caille d'Éthiopie
- Ortygospiza gabonensis - Astrild-caille du Gabon
- Ortygospiza locustella uelensis - Astrild-caille du Zaïre